# Tobar Donoso
Tobar Donoso ist eine Ortschaft und eine Parroquia rural („ländliches Kirchspiel“) im Kanton Tulcán der ecuadorianischen Provinz Carchi. Die Parroquia besitzt eine Fläche von 626,2 km². Die Einwohnerzahl lag im Jahr 2010 bei 905.

## Lage
Die Parroquia Tobar Donoso liegt am Westrand der Anden im äußersten Norden von Ecuador an der kolumbianischen Grenze. Der Río Mira fließt entlang der südwestlichen und westlichen Verwaltungsgrenze nach Norden. Der Río Gualpi, ein linker Nebenfluss des Río San Juan, begrenzt die Parroquia im Osten, der Grenzfluss Río San Juan im Norden. Der etwa 120 m hoch gelegene Hauptort befindet sich an der Mündung des Río Camumbí in den Río San Juan 95 km westnordwestlich der Provinzhauptstadt Tulcán.
Die Parroquia Tobar Donoso grenzt im Norden an Kolumbien, im Osten an die Parroquia El Chical, im Süden an die Parroquia Jacinto Jijón y Caamaño (Kanton Mira) sowie im Südwesten, im Westen und im Nordwesten an die Provinz Esmeraldas mit den Parroquias Alto Tambo, Tululbí und Mataje (alle drei im Kanton San Lorenzo).

## Geschichte
Die Parroquia Tobar Donoso wurde am 4. Mai 1942 gegründet.

## Ökologie
Das Verwaltungsgebiet liegt fast vollständig im Schutzgebiet Reserva Bioantropológica Awá.